# Clytocerus siculus
Clytocerus siculus és una espècie d'insecte dípter pertanyent a la família dels psicòdids que es troba a Europa: Itàlia.